# Sihasapas

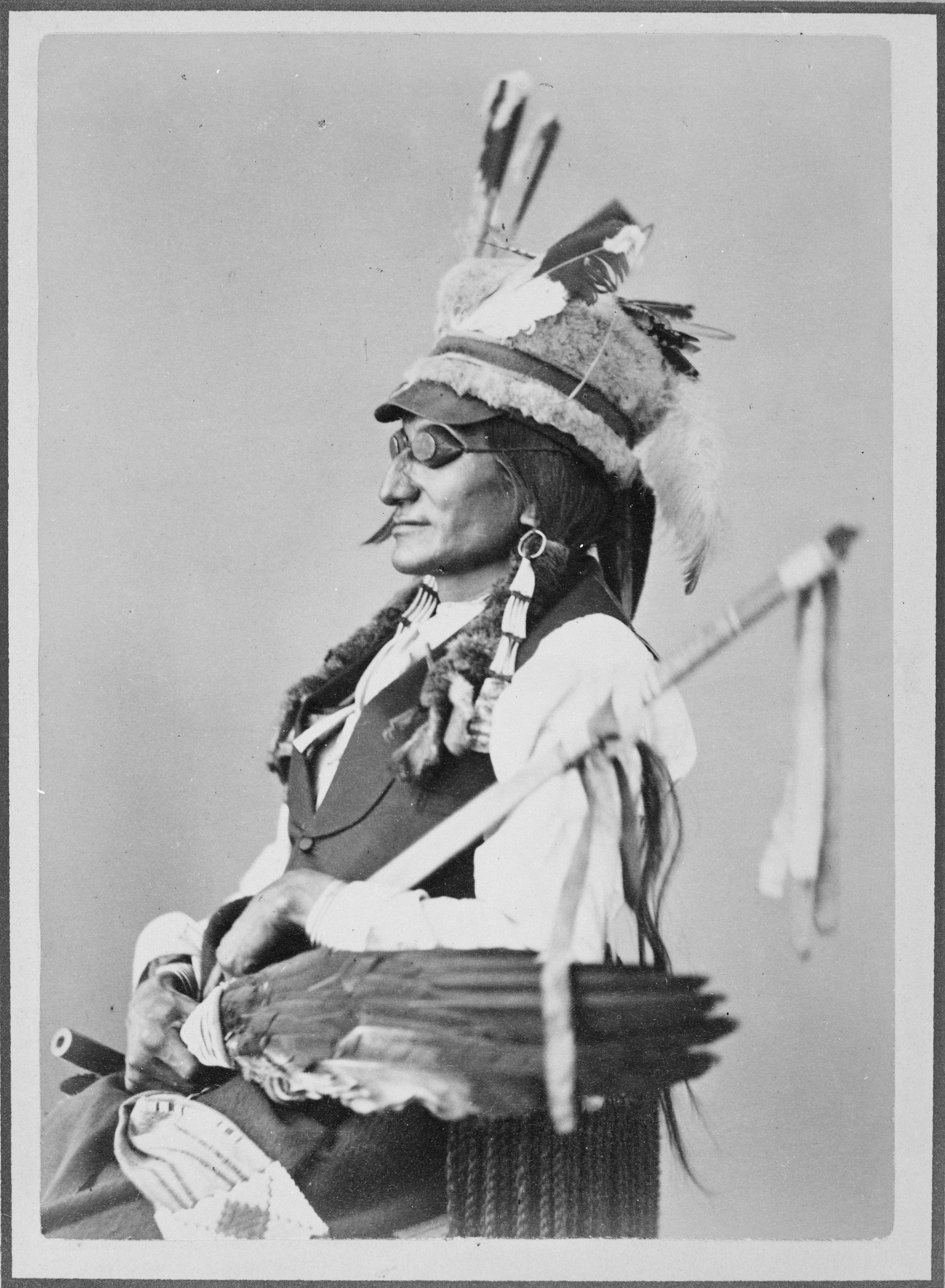
Sitting Crow / Kangi Iyotanke (Kah-Re-Eo-Tah-Ke), un homme Lakota Sihasapa de Standing Rock, 1872.

Les Sihasapas ou Sioux Pieds-Noirs (Blackfoot Sioux en anglais) sont une des sept tribus du peuple Lakota.
Sihásapa est le mot lakota pour « pied-noir », alors que Siksiká a la même signification dans la langue pied-noir. En conséquence, les Sihasapas ont le même nom anglais que la Confédération des Pieds-Noirs, et les nations sont parfois confondues les unes avec les autres.
Les Sihsapas vivaient dans les Dakotas de l'Ouest dans les Grandes Plaines, et par conséquent font partie des Indiens des Plaines. Les Sihasapas, avec les Hunkpapas, sont souvent appelés « Lakotas du Nord ».  
Leur résidence officielle aujourd'hui est la réserve de Standing Rock dans le Dakota du Nord et du Sud et la réserve de Cheyenne River dans le Dakota du Sud, qui abrite également les Itazipco, les Miniconjous et Oohenumpa, toutes des bandes du peuple Lakota.

## Histoire
Les Sihasapas ont été mentionnés pour la première fois par George Catlin dans ses journaux de 1832 à 1839 lorsqu'il séjournait avec les tribus du nord des Grandes Plaines. À cette époque, ils ont établi un camp sur les rivières Moreau, Cannonball, Heart et Grand River, souvent avec des groupes d'autres tribus lakotas telles que les Hunkpapas et les Sans-Arcs. Les Sihasapas, Hunkpapas et Sans-Arcs habitaient presque le même territoire, s'étendant au nord jusqu'au Petit Missouri et au sud jusqu'à la rivière Cheyenne.

## Bandes
Les Sihsapas étaient divisés dans les groupes (bandes) suivants :
- Sihasapa-Hkcha (Real Blackfoot)
- Kangi-shun Pegnake ou Kanxicu pegnake (Crow Feather Hair Ornaments)
- Glaglahecha ou Glagla heca (Slovenly, untidy ou Too lazy to tie their moccasins)
- Wazhazha ou Wajaje (Osage)
- Hohe (Rebels)
- Wamnuga Owin ou Wamnugaoin (Cowrie-Shell Earrings ou Shell ear ornaments or Pendants)